# Даамат
Даамат (Дʿмт, южноаравийское письмо: ) — царство, находившееся на территории современной Эритреи и северной Эфиопии, существовавшее в VIII и VII веках до н. э. Сохранился ряд надписей времён этого царства или о нём. Поскольку археологические раскопки практически не проводились, неизвестно, исчезла ли культура Даамата ещё до возникновения Аксума, трансформировалось ли оно в Аксумское государство или было одним из более мелких государств, объединившихся в составе Аксумского царства, возможно, примерно в начале нашей эры.
Учёные полагают, что столицей была Йеха, но недавно[когда?]

 археологами (в частности, Питером Шмидтом (Peter Schmidt)) высказано мнение, что Йеха вряд ли подходит на роль столицы. По его словам, «Это мог быть крупный ритуальный центр и, несомненно, это был важный некрополь. Но никак не столица».
В царстве использовались оросительные системы, плуги, выращивалось просо, изготавливались железные орудия труда и оружие.
Большинство современных историков (Стюарт Мунро-Хэй (Stuart Munro-Hay), Родольфо Фаттович (Rodolfo Fattovich), Айеле Бекерие (Ayele Bekerie), Кейн Фельдер (Felder) и Эфраим Исаак считают эту культуру самобытной, хотя и подвергшейся влиянию сабеев в силу их доминирования в регионе Красного моря, тогда как другие (Michels, de Contenson, Mekouria и Burstein) считают Даамат результатом смешения «культурно-превосходящих» сабеев и местного населения. Тем не менее, теперь известно, что геэз, древний семитский язык, на котором говорили в северной Эфиопии и в Эритрее в древние времена, не произошёл из сабейского языка, и есть доказательства присутствия говорящих на одном из семитских языков народов в Эфиопии и Эритрее, как минимум, уже в 2000 году до н. э. Сегодня считается, что сабейское влияние было небольшим, ограничивалось несколькими местами и исчезло через несколько десятилетий или через столетие, и, возможно, представляло собой торговую или военную колонию в определённого рода симбиозе или в военном союзе с культурой Даамата или каким-то иным прото-аксумским государством. После падения Даамата в V веке до н. э., на плато стали доминировать более мелкие царства-преемники, и это продолжалось до подъёма одного из этих царств, Аксумского, предка средневековой и современной Эритреи и северной Эфиопии (известной под именем Абиссиния) в первом веке, которое смогло снова объединить всю эту территорию.

## Известные правители
Список четырёх известных правителей в хронологическом порядке
| Период                                                 | Имя правителя | Имя царицы                                                                                            | Примечания |
| ------------------------------------------------------ | ------------- | --- | ---------- |
| Относится к периоду от ок. 700 до ок. 650 лет до н. э. |               | |            |
| Mlkn Wʿrn Ḥywt                                         | ʿArky(t)n     | Современник сабейского мукарриба Карибила Ватара Великого                                             |            |
| Mkrb, Mlkn Rdʿm                                        | Smʿt          | |            |
| Mkrb, Mlkn Ṣrʿn Rbḥ                                    | Yrʿt          | Сын Wʿrn Ḥywt, «царь Ṣrʿn из племени YGʿḎ [=Agʿazi, родственный на геэз], mkrb DʿMT и SB'»            |            |
| Mkrb, Mlkn Ṣrʿn Lmn                                    | ʿAdt          | Сын Rbḥ, современник сабейского мукарриба Sumuhu’alay, «Царь Ṣrʿn из племени YGʿḎ, mkrb DʿMT and SB'» |            |